# Acrocercops apicepunctella
Acrocercops apicepunctella är en fjärilsart som först beskrevs av Walsingham 1891.  Acrocercops apicepunctella ingår i släktet Acrocercops och familjen styltmalar. Inga underarter finns listade i Catalogue of Life.